# José Braga
Pour les articles homonymes, voir Braga (homonymie).

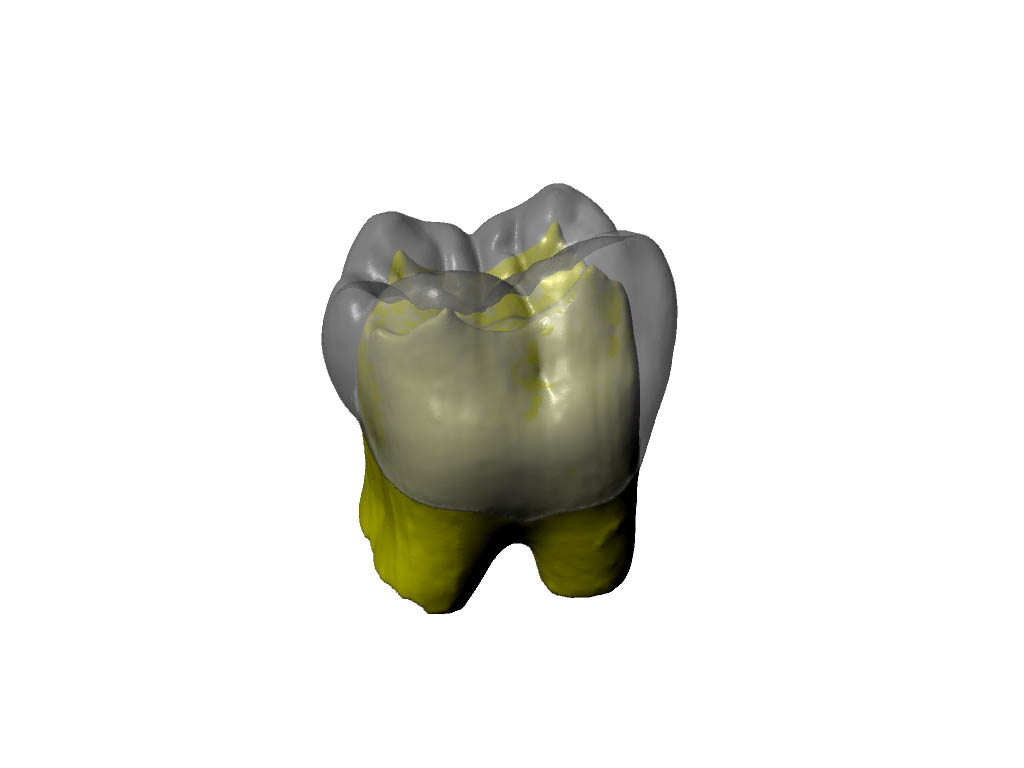
Reconstruction virtuelle d'une dent

José Braga, né le 24 février 1967 à Clermont-Ferrand (Puy-de-Dôme), est un paléoanthropologue français, professeur à l'université Toulouse-III-Paul-Sabatier depuis 2006. Depuis 2002, il dirige la mission archéologique internationale sur le site de Kromdraai, en Afrique du Sud. Il a également dirigé plusieurs expéditions de prospections paléontologiques et archéologiques dans d'autres pays d’Afrique Australe (Namibie, Botswana, Mozambique) et en Mongolie. Spécialiste de l’émergence du genre Homo en Afrique australe, il y a plus de 2 millions d’années, ses recherches s'appuient sur des techniques d'imagerie 3D à haute résolution (microtomographie aux rayons X, synchrotron) et des méthodes de morphométrie 3D.

## Formation
Pendant ses premières années d’université, à la faculté des sciences de l'université Blaise-Pascal de Clermont-Ferrand puis de l'université Bordeaux-I, José Braga participe à de nombreux travaux de fouilles (caune de l'Arago à Tautavel, grotte du Lazaret, Brassempouy, Chilhac).
Il obtient deux masters de Sciences (université de Bordeaux et université Paul-Sabatier, Toulouse) et en 1995 son doctorat de Sciences (université de Bordeaux). De 1995 à 1997, José Braga effectue plusieurs séjours de recherches post-doctorales (financés par le Ministère des Affaires étrangères et la Fondation Fyssen) en Afrique (Afrique du Sud, Éthiopie, Kenya) et à Zurich (Suisse).

## Carrière
José Braga commence sa carrière universitaire en 1997 à l’université de Bordeaux. Il est attaché temporaire d'enseignement et de recherche (ATER) à l’université Bordeaux-I en 1997, puis maître de conférences en 1998.
Il est nommé professeur des universités en 2006 à l'université Paul Sabatier de Toulouse. En 2018, il est professeur invité à l’Université Libre de Bruxelles, puis professeur honoraire (Honorary Professorial Research Fellow) à l’université du Witwatersrand à Johannesbourg (Afrique du Sud).
Directeur d’un Groupement de Recherches du Centre National de la Recherche Scientifique (CNRS), il a également élaboré puis coordonné de nombreux programmes de recherches internationaux, dont deux consortiums européens avec l’Afrique du Sud. Actuellement responsable du programme de Master en Anthropobiologie au sein de son université et responsable d’une équipe de recherches du CNRS, il a dirigé plus d'une dizaine de thèses de doctorat, a été élu dans les comités d’évaluation de plusieurs instances nationales françaises (CNRS, Conseil National des Universités), mais aussi nommé pour participer ou diriger des comités de visite du Haut Conseil de l’Evaluation de la Recherche et de l’Enseignement Supérieur (HCERES). Il est membre du Conseil d’Administration et du Conseil Scientifique de l’Institut de Paléontologie Humaine (Paris) et participe régulièrement à des jurys nationaux ou internationaux de recrutement de chercheurs (France, Afrique du Sud), d’évaluation de projets de recherche (France, European Research Council, USA, Royaume-Uni, Afrique du Sud).

## Travaux
José Braga et ses équipes ont découvert depuis 2014 à Kromdraai, en Afrique du Sud, d'importants vestiges fossiles de représentants du genre Homo et de Paranthropes. Il s'agit, pour la première fois en Afrique du Sud dans ces deux genres, de fossiles datés de plus de 2 millions d'années,.
José Braga a mis en évidence que la forme de l'oreille interne, souvent bien conservée dans les fossiles grâce à la protection de l'os pétreux, permet, à défaut de vestiges plus importants, de discriminer le genre auquel appartient le fossile étudié (par exemple Homo ou Paranthrope), et même le sexe de l'individu concerné.  
José Braga a également dirigé plusieurs expéditions de prospections paléontologiques et archéologiques en Mongolie (2010) et dans la plupart des pays d’Afrique Australe (Namibie, Botswana, Mozambique et Afrique du Sud) depuis 1997. 

## Théories
José Braga considère que Paranthropus est un genre valide et distinct du genre Australopithecus, et que les genres Homo et Paranthropus sont deux groupes frères issus d'un ancêtre commun,.

## Publications
José Braga est régulièrement invité à donner des conférences en France (Collège de France, INRAP, etc.) ou à l’étranger (Académie Pontificale des Sciences du Vatican, Université de Prétoria, etc.), et sollicité comme expert par les revues scientifiques internationales les plus réputées (Science, Académie des Sciences des USA, etc.). Il a également participé à quatre ouvrages destinés au grand public et deux catalogues d’expositions.

### Ouvrages
- José Braga (dir.), Variations sur l'histoire de l'humanité, éd. La ville brûle, 2018, 256 p.  (ISBN 978-2-36012-103-8)
- José Braga, Claudine Cohen, Bruno Maureille, Nicolas Teyssandier, Origines de l'humanité : les nouveaux scénarios, éd. La ville brûle, 2016, 207 p.  (ISBN 978-2-36012-069-7)
- Éric Crubézy, José Braga et Georges Larrouy (préf. Yves Coppens et Jean Guilaine), Anthropobiologie, Paris, Elsevier Masson, coll. « Abrégés », 2008, 2e éd. (1re éd. 2002), XVI-339 p., 21 cm (ISBN 978-2-294-08872-8, lire en ligne).

### Contributions
- José Braga, « Humains : une histoire d’abord africaine », in Homo faber. Deux millions d’années d’histoire de la pierre taillée. De l’Afrique aux portes de l’Europe, Éd. Réunion des Musées Nationaux, Paris, 2021, p. 44-49.
- José Braga, « Les nouveaux homininés de l’Unité P à Kromdraai. Un aperçu de l’évolution humaine en Afrique du Sud autour de 2 millions d’années », in Un Bouquet d’ancêtres. Premiers humains : Qui était qui, qui a fait quoi, où et quand ? (dir. Yves Coppens & Amélie Vialet), CNRS Éditions et Académie pontificale des Sciences, 2021, p. 161-172.
- Articles « Australopithèques », p. 223-226 et « Homo habilis », p. 544-545, dans le Dictionnaire de la préhistoire, Paris, Encyclopædia Universalis et Éditions Albin Michel, coll. « Encyclopædia Universalis », 21 cm, préface de Yves Coppens ; introduction de Bernard Vandermeersch, 1999, 1119 p.  (ISBN 2-226-10789-4)

### Articles scientifiques (sélection)
- J Braga, BA Wood, VA Zimmer, et al. 2023. Hominin fossils from Kromdraai and Drimolen inform Paranthropus robustus craniofacial ontogeny. Science Advances 9, eade7165.
- J Braga, C Samir, A Fradi, et al., 2021, Cochlear shape distinguishes southern African early hominin taxa with unique auditory ecologies, Scientific Reports 11, 17018
- Martin J., Tacail T., Braga J., Cerling T.E., Balter V., 2020, Calcium isotopic ecology of Turkana Basin hominins, Nature Communications, 11, 3587
- J Braga, C Samir, L Risser, et al., 2019, Cochlear shape reveals that the human organ of hearing is sex-typed from birth, Scientific Reports 9, 10889
- J Braga, JF Thackeray, J Dumoncel, et al., 2013, A new partial temporal bone of a juvenile hominin from the site of Kromdraai B (South Africa), Journal of Human Evolution 65, p.447-456
- Balter V, Braga J, Télouk P, Thackeray F, 2012, Evidence for dietary change but not landscape use in South African early hominins, Nature 489, p.558-560.

### Documentaires TV et conférences en ligne sur Internet
- Kromdraai, à la découverte du premier humain (90 min), France 5, Réalisation Cédric Robion, Production Ex Nihilo / Agat Films, 2021
- José Braga, 9 octobre 2018, Muséum de Toulouse, Colloque INRAP, Un genre, plusieurs espèces, mais une seule origine : la famille humaine en Afrique avant 2 millions d'années[2]
- José Braga, 3 juillet 2018, Collège de France (Paris), Colloque Brunet-Coppens, Nouvelles perspectives pour l'histoire de l'humanité, Sous la dent : les labyrinthes de l'humanité. Origine du genre Homo en Afrique du Sud[1]

## Distinctions, récompenses
- Société francophone de primatologie, Toulouse, 1995
- Musée américain d'histoire naturelle, New York, 1996